# Мала Цимбалка
Мала Цимбалка — курган бронзової доби на правому березі річки Білозерки біля західної околиці села Велика Білозерка Великобілозерського району Запорізької області. Входить до групи курганів Цимбалка. Курган датований 9 сторіччям до н. е..

## Походження назви
Єпископ Гермоген писав, що група могил названа на честь якогось багача і знахаря Михайла. Цимбалом його прозвали ще й тому, що він грав на цимбалах.

## Історія дослідження
Досліджувала курган 1868 експедиція Імператорської Археологічної комісії під керівництвом відомого археолога І. Є. Забеліна.

## Опис кургану та знахідок
У похованні знайдено 5 кістяних і 5 бронзових наконечників стріл, бронзові стременоподібні вудила, золоту платівку, чорнолощений горщик з пастовою інкрустацією.

## Мала Цимбалка та сьогодення
Сьогодні, поле з розташованими на ньому курганами повністю розоране. Задернованими залишаються кургани №1 (Велика Цимбалка) та вершина насипу №2 (Мала Цимбалка).

## Дивись також
- Цимбалка
- Велика Цимбалка